# Rolls-Royce Silver Ghost
Rolls-Royce Silver Ghost est le nom donné au châssis numéroté AX201 avec une carrosserie en aluminium poli de couleur gris argenté de la Rolls-Royce 40/50 HP qui est le sixième modèle d'automobile conçu par Henri Royce en 1907. Ce n'est qu'en 1925, lorsque Rolls Royce lance le modèle new Phantom que le nom de Silver Ghost est officiellement donné à toute la série des 40/50 HP. Sur les 7874 Silver Ghost qui ont été produites entre 1907 et 1926 il en reste environ 1500.
Elle demeure l'une des voitures les plus chères au monde et établit internationalement la réputation d'excellence de Rolls-Royce.

## Historique
Après avoir fondé Rolls-Royce en 1904 avec Charles Rolls, Henri Royce crée le chef d’œuvre de sa vie, pour le « London Motor Show », son modèle le plus abouti, la « Rolls-Royce Silver Ghost ». Henri Royce la considère comme la meilleure voiture qu’il ait fabriquée. Baptisée à l'origine 40/50 HP, la voiture est surnommée Silver Ghost (Fantôme d'argent - Fantôme pour le silence, elle semble glisser dans l'air comme un fantôme - Argent car la carrosserie est en aluminium et les accessoires sont en argent). L'appellation est reconnue officiellement par Rolls-Royce en 1925 au moment du lancement de la Phantom.
Henri Royce désire produire les meilleures et les plus prestigieuses voitures du monde de l'époque, quelle que soit la démesure du coût. Il traque notamment le moindre bruit parasite avec un stéthoscope. La Silver Ghost va établir la réputation d'élite de Rolls-Royce auprès des plus riches clients de la planète au moment où l'Empire britannique domine le monde. La Silver Ghost est présentée au salon londonien d’Olympia Hall en 1906. Deux exemplaires prennent place sur le stand à côté des 20 HP et 30 HP, mais ne sont pas entièrement terminés : le modèle ne sera finalisé qu’en 1907. Le premier modèle est acheté par le roi Léopold II de Belgique. Cette voiture est destinée aux rois, empereurs, aristocrates, milliardaires et autres célébrités. Lénine, nouveau dirigeant communiste révolutionnaire de la Russie en 1917, choisit de rouler comme le Tsar Nicolas II de Russie en Silver Ghost.
La Silver Ghost est la plus célèbre de toutes les Rolls-Royce, avec un niveau de fiabilité technique exceptionnel pour l'époque. Beaucoup l'ont décrite comme l'une des voitures combinant à la fois beauté, vitesse, silence, fiabilité, longévité et confort. Âgée de plus de 100 ans, l'originale appartient toujours à Rolls-Royce, en parfait état de fonctionnement avec plus de 920 000 km au compteur.

## La Silver Ghost
En 1907, un entrepreneur commanda une 40/50HP. Ce fut la 12e HP40/50 à sortir de l'usine sous le numéro de châssis AX201. Elle fut peinte en gris argenté et prit le nom de Silver Ghost. L'AX201 est vendue à un particulier qui l'utilise pour ses vacances en Italie. La compagnie la rachète en 1948. Depuis, elle est utilisée comme outil de promotion de l'entreprise et voyage dans le monde entier. En 1989, la voiture est restaurée par SC Gordon Coachbuilders à Luton et P&A Wood à Great Easton (Essex), au Royaume-Uni. Elle appartient désormais à Bentley Motors.
La Silver Ghost est considérée comme la voiture la plus chère au monde: en 2005, sa valeur d'assurance a été estimée à 35 millions de $. En 2009, sa valeur est estimée à 57 millions de $.

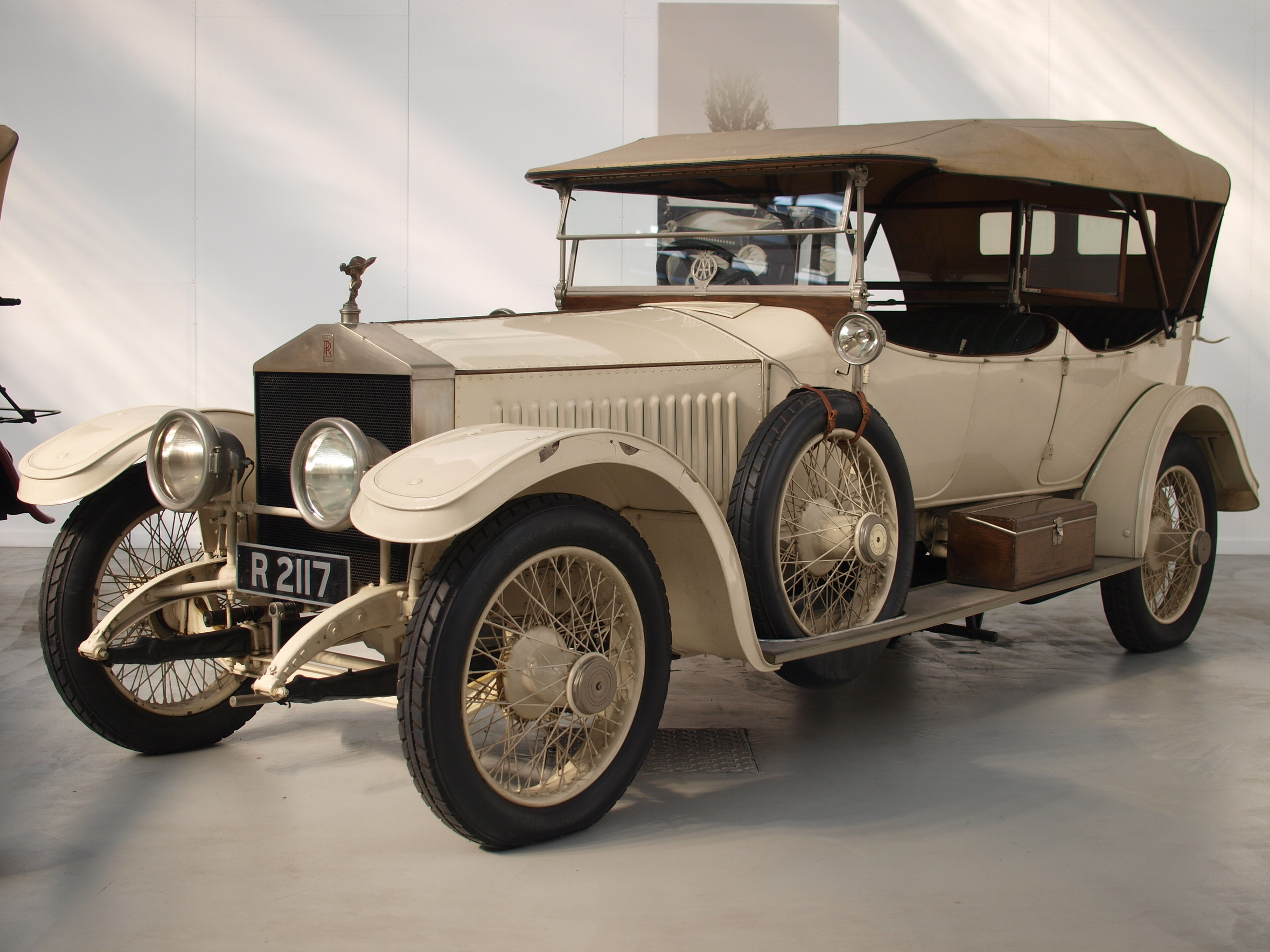
Rolls Royce Silver Ghost.
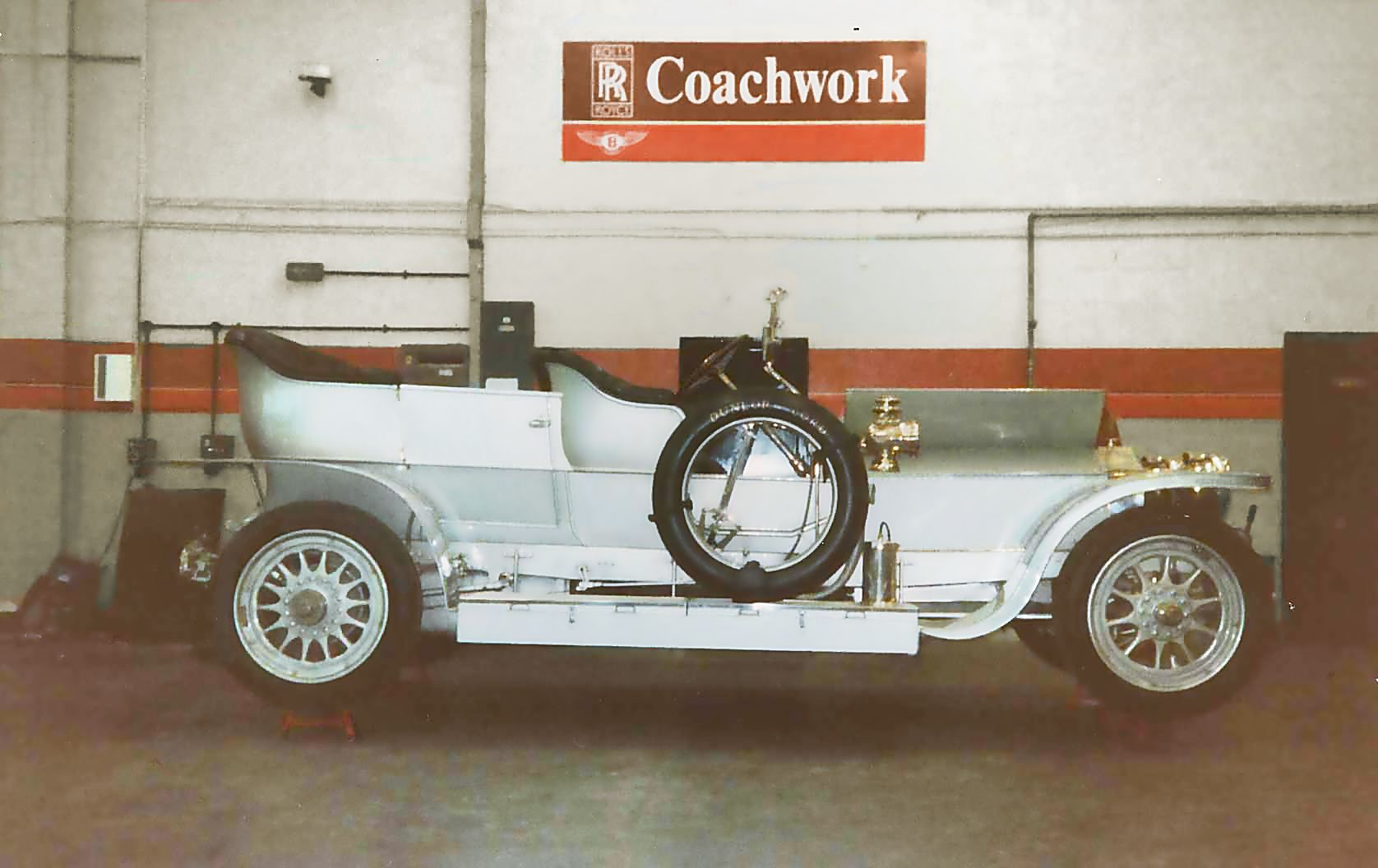
Rolls Royce Silver Ghost AX201 restaurée.
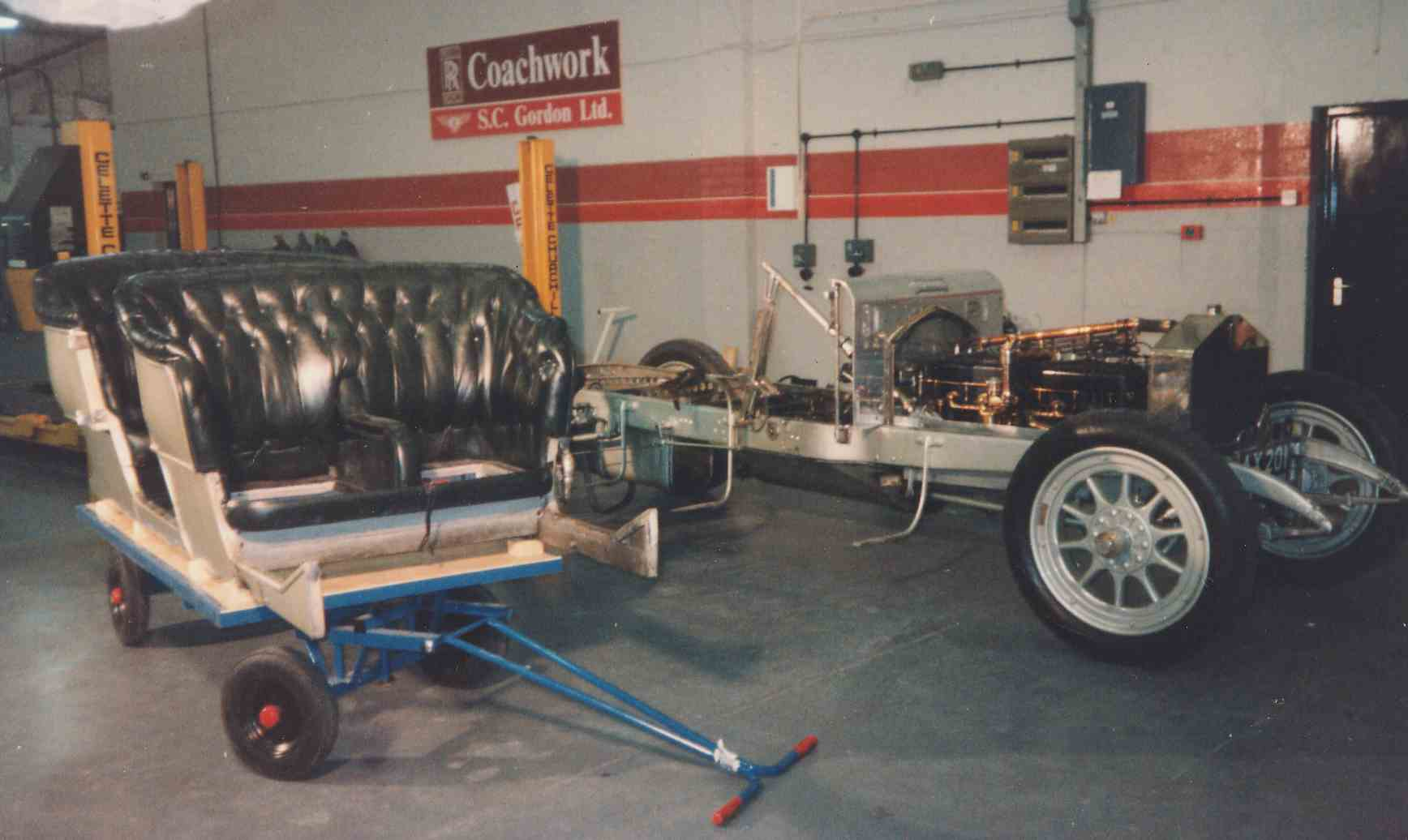
Rolls Royce Silver Ghost AX201 en pleine restauration.
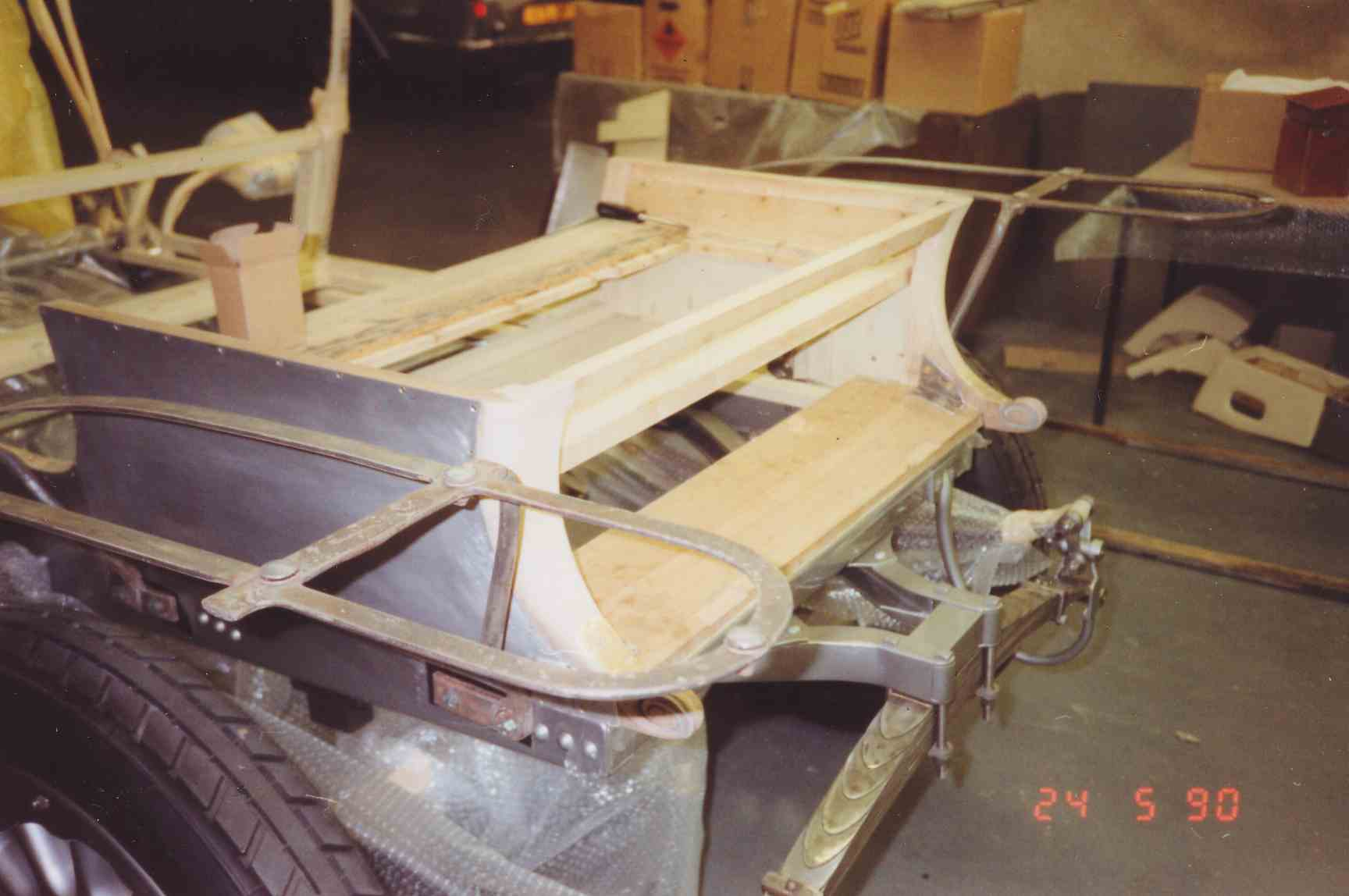
Rolls Royce Silver Ghost AX201 en pleine restauration.
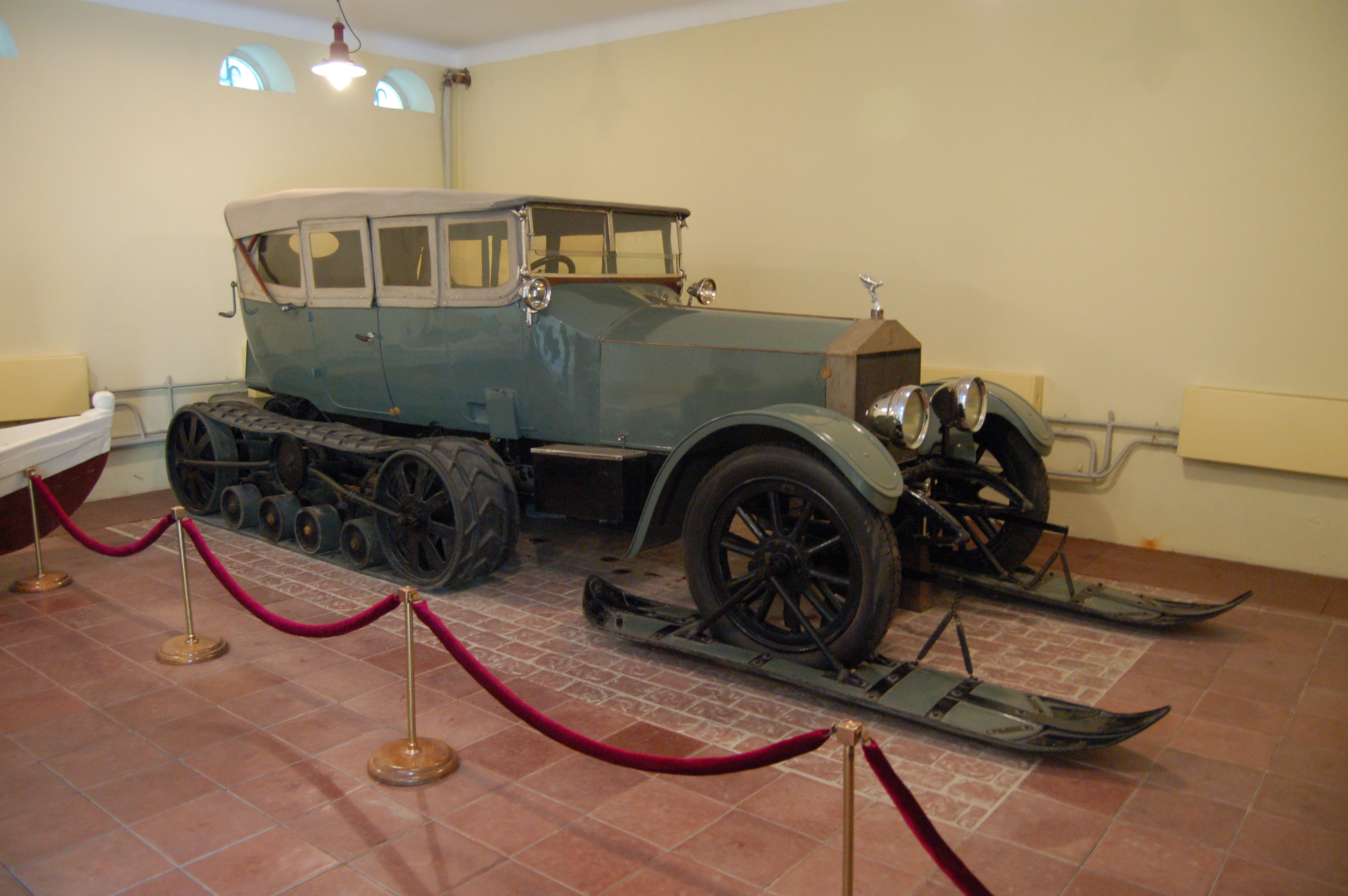
Rolls-Royce Silver Ghost personnelle de Lénine  à autochenille Kégresse.

## Mécanique

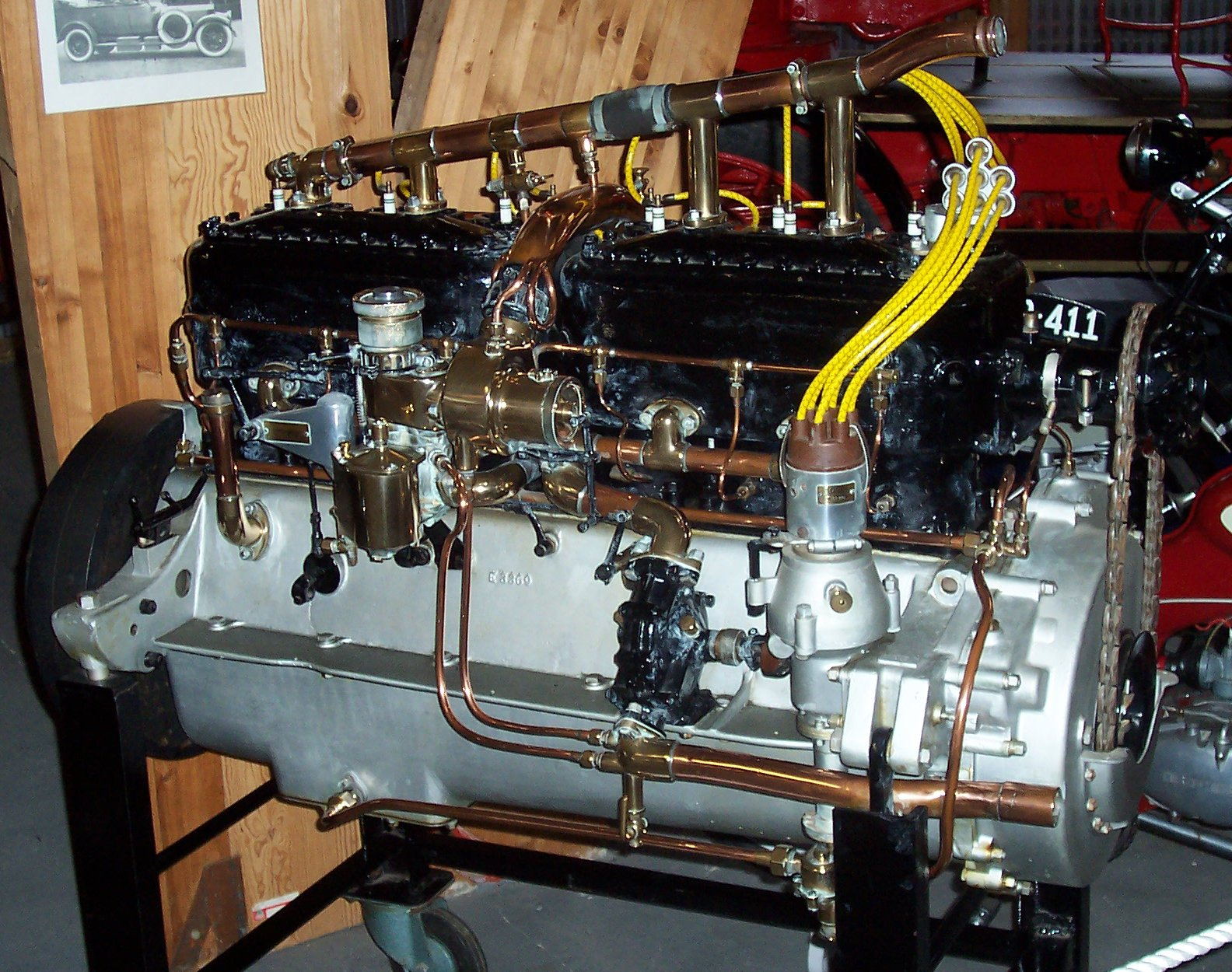
Le moteur 6 cylindres de 7,4 Litres de la Silver Ghost.

L’objectif d’Henry Royce est de construire une voiture dotée d’un robuste châssis et d’un moteur puissant, souple et silencieux. Le six cylindres de la 30 HP constitué de trois paires de cylindres ne convenant pas, il est abandonné au profit d’un sept litres en deux blocs de trois cylindres.
Le moteur six cylindres de 7 litres de la Silver Ghost est un moteur à soupapes latérales de cotes carrées. Il développe 48 ch à 1 250 tr/min, un régime lent qui favorise fiabilité, souplesse et silence. Le vilebrequin tourne sur sept paliers, le palier central étant surdimensionné pour supprimer les vibrations. Dotée d’un carburateur Rolls-Royce, cette mécanique bénéficie du double allumage. La cylindrée sera portée à 7,4 litres en 1910 par allongement de la course. Si la puissance atteint 60 ch en 1914, le développement constant du moteur lui permettra de culminer à 80 ch à 2 250 tr/min sur certaines versions.
La boîte de vitesses possède quatre rapports. D’abord équipée d’une suspension à ressorts à lames, la Silver Ghost reçoit en 1912 des ressorts cantilever à l’arrière. Plusieurs empattements de châssis sont disponibles : 3,36 m et 3,65 m jusqu’en 1913, puis 3,66 m et 3,82 m. En option, des phares électriques remplacent les lampes à acétylène en 1914. À partir de 1919, le démarreur électrique et l’éclairage électrique feront partie de l’équipement de série.
Le système de freinage s’avère assez léger dans les premières années de vie du modèle : les freins actionnent les roues arrière par l’intermédiaire d’un levier manuel (la pédale de frein agissant sur la transmission). En 1913, des tambours sont montés sur les roues arrière, puis sur les quatre roues en 1923 avec un système d’assistance (servo à friction) entraîné par la boîte de vitesses (brevet Hispano-Suiza).

## Dans la culture

### Musique
Dans la chanson « Melody » de l'album Histoire de Melody Nelson, Serge Gainsbourg mentionne sa Rolls-Royce ainsi que le bouchon de radiateur Spirit of Ecstasy : « Là-bas, sur le capot de cette Silver Ghost de 1910 / S'avance en éclaireur / La Vénus d'argent du radiateur / Dont les voiles légers volent aux avant-postes ».